# ارین (ویرجینیای غربی)
ارین (به انگلیسی: Erin) یک منطقهٔ مسکونی در ایالات متحده آمریکا است که در شهرستان مک‌داول، ویرجینیای غربی واقع شده‌است.